# Fissurella rubropicta
Fissurella rubropicta is een slakkensoort uit de familie van de Fissurellidae. De wetenschappelijke naam van de soort is voor het eerst geldig gepubliceerd in 1890 door Pilsbry.